# COINTELPRO
COINTELPRO, acrònim de Counter Intelligence Program, va ser una sèrie d'operacions encobertes i il·legals dutes a terme per l'FBI amb l'objectiu de vigilar, infiltrar, desacreditar i desbaratar les organitzacions polítiques contestatàries dels Estats Units d'Amèrica. Els registres de l'FBI mostren que els recursos i les accions del COINTELPRO estaven dirigides contra grups i individus que l'FBI considerava subversius, incloent organitzacions feministes, el Partit Comunista dels Estats Units, col·lectius contra la Guerra del Vietnam, activistes del moviment afroamericà pels drets civils i del Black Power (com per exemple Martin Luther King, la Nació de l'Islam o les Panteres Negres), organitzacions ecologistes i de defensa dels drets dels animals, el Moviment Indi Americà, moviments independentistes (com els grups porto-riquenys dels Young Lords), una sèrie d'organitzacions que formaven part de la New Left, i grups no relacionats amb res de l'anterior com el Ku Klux Klan.

## Objectiu
L'FBI ha utilitzat operacions encobertes contra grups polítics nacionals des de la seva creació. Però les operacions encobertes específiques sota l'etiqueta oficial de COINTELPRO van tenir lloc entre 1956 i 1971. Les tàctiques de COINTELPRO se segueixen utilitzant avui dia i s'ha provat que inclouen el descrèdit dels objectius a través de la guerra psicològica, el desprestigi d'individus i grups mitjançant l'ús de documents falsos i la filtració d'informes falsos en els mitjans de comunicació, l'assetjament, l'empresonament injust i terrorisme d'estat incloent l'assassinat.
Segons un informe del Senat dels Estats Units de 1976 sobre les activitats d'espionatge del govern, l'objectiu de l'FBI en aquests projectes era «protegir la seguretat nacional, prevenir la violència i mantenir l'ordre social i polític existent».
El director de l'FBI, John Edgar Hoove, havia emès les directives que regien COINTELPRO, ordenant als agents de l'FBI que «exposessin, desbaratessin, desviessin, desacreditessin o neutralitzessin d'alguna manera» les activitats d'aquests moviments i, especialment, de seus líders. Sota el comandament de Hoover, l'agent a càrrec de COINTELPRO era William C. Sullivan.

Carta enviada de manera anònima per l'FBI a Martin Luther King el 1964 en un esforç per persuadir-lo de suïcidar-se.

El fiscal general Robert Francis Kennedy va autoritzar personalment alguns dels programes a principis de la dècada del 1960, per exemple, intervenint alguns dels telèfons de l'activista Martin Luther King «a manera de prova, durant un mes aproximadament». Hoover va ampliar l'autorització perquè els seus esbirros tinguessin «llibertat d'acció» per a buscar proves en les àrees de la vida de King que consideressin pertinents.
A partir de 1969, els líders de les Panteres Negres de tot el país van ser objecte de COINTELPRO i van ser «neutralitzats» essent assassinats, empresonats, humiliats públicament i/o acusats falsament de delictes. Entre els Panteres Negres afectats es trobaven Fred Hampton, Mark Clark (ambdós assassinats el 1969), Zayd Shakur, Geronimo Pratt, Mumia Abu-Jamal i Marshall Conway. Les tàctiques habituals utilitzades per COINTELPRO van ser el perjuri, l'assetjament de testimonis, la intimidació i l'ocultació de proves.
El 1971, a San Diego, l'FBI va finançar, va armar i va controlar un grup d'extrema dreta format per antics membres dels Minutemen, una organització paramilitar anticomunista. Amb el seu suport, es va desenvolupar la Secret Army Organization que tenia com a objectiu a grups, activistes i líders involucrats en el moviment antibel·licista, utilitzant tant la intimidació com els actes violents.

## Història
COINTELPRO va començar el 1956 i estava dissenyat per a «incrementar el faccionalisme, causar confusió i aconseguir desercions» dins del Partit Comunista dels Estats Units d'Amèrica. Tanmateix, el programa va ser aviat eixamplat per incloure el Socialist Workers Party (1961), el Ku Klux Klan (1964), els grups nacionalistes afroamericans, com les Panteres Negres, la República de Nova Àfrica i la Nació de l'Islam, i el moviment sociopolític de la New Left per complet, que agrupava grups pacifistes i grups religiosos (1968).
Una investigació posterior realitzada pel Comitè Church del Senat afirmava que «COINTELPRO va començar el 1956, en part per la frustració de les sentències de la Cort Suprema limitant el poder del govern a procedir de manera manifesta contra grups dissidents». Més tard, el Congrés i diversos casos a la Cort van concloure que les operacions de COINTELPRO contra els grups comunistes i socialistes excedien els límits estatutaris de les activitats de l'FBI i violaven les garanties constitucionals de llibertat d'expressió i associació.
Els partidaris del programa argumenten que el projecte estava fonamentat en el coneixement de l'FBI que algunes organitzacions radicals i d'esquerres estaven essent manipulades per agències d'intel·ligència estrangeres hostils. Per exemple, l'FBI va tenir accés a proves del Projecte Venona que mostraven que la Unió Soviètica i la seva KGB manipulaven i treballaven a l'empara del Partit Comunista amb propòsits d'espionatge i incitació de protestes als Estats Units.
El programa va ser secret fins al 1971, quan un grup de vuit activistes d'esquerra va entrar en una oficina satèl·lit de l'FBI a Media, Pennsilvània, autodenominant-se «Comissió ciutadana». Van robar diversos dossiers i fitxers i van filtrar la informació a les agències de notícies posant en evidència el seu programa global i inconstitucional de vigilància. Al cap d'un any, el director de l'FBI, John Edgar Hoover, va declarar que el COINTELPRO centralitzat s'havia acabat i que totes les futures operacions de contra-intel·ligència serien portades cas per cas.
Es van revelar documents addicionals en el curs dels judicis separats portats a terme contra l'FBI pel corresponsal de l'NBC Carl Stern, el Socialist Workers Party i altres grups. Es va iniciar una investigació més gran el 1976 per part del Senat per mitjà del Comitè Church i el seu president, el senador Frank Church d'Idaho. Tot i això, hi ha milions de pàgines de documents que romanen sense publicar-se i molts dels documents publicats estan en gran part censurats.
En l'Informe Final de Comitè Church, COINTELPRO va ser recriminat explícitament:
| « | Moltes de les tècniques usades serien intolerables en una societat democràtica fins i tot si tots els objectius haguessin estat implicats en activitats criminals, però COINTELPRO va anar molt més lluny: l'FBI va conduir una sofisticada operació de vigilància amb la intenció directa d'impedir l'exercici de la llibertat d'expressió i d'associació garantits per la Primera Esmena, amb la teoria que prevenir el creixement de grups perillosos i la propagació d'idees pernicioses protegirien la seguretat nacional i impediria la violència | » |

El Comitè Church va documentar com era utilitzat l'FBI amb fins de repressió política des de la Primera Guerra Mundial, quan se'l va acusar de reunir «anarquistes i revolucionaris» per a la seva deportació, i després continuant des 1936 fins al 1976.
L'FBI al·lega que ja no emprèn operacions de COINTELPRO. No obstant això, els seus crítics afirmen que programes amb el mateix esperit que COINTELPRO apunten a grups com el Comitè en Solidaritat amb el poble del Salvador, Earth First! i el moviment antiglobalització.

## Mètodes
Segons l'escriptor Brian Glick, a War at Home, COINTELPRO usava una àmplia varietat de mètodes, entre els quals:
1. Infiltració: els agents no només espiaven els activistes polítics. El seu objectiu principal era desacreditar i provocar-ne la confusió. La seva presència servia per a soscavar la confiança i espantar-ne els partidaris potencials. L'FBI i la policia explotaven aquesta por acusant activistes autèntics de ser agents infiltrats.[26]
2. Guerra psicològica des de l'exterior: l'FBI i la policia usaven la «guerra bruta» per a minar els moviments progressistes. Es filtraven històries inventades als mitjans i publicaven full falsos i altres documents usant el nom dels grups vigilats. Falsificaven la correspondència, enviaven cartes anònimes i realitzaven trucades anònimes. Escampaven desinformació sobre trobades i esdeveniments, muntaven pseudomoviments de grups dirigits per agents governamentals i manipulaven o duien a terme tàctiques repressives contra familiars, treballadors, caps i professors per a causar problemes als activistes.
3. Fustigació mitjançant el sistema legal: l'FBI i la policia van abusar del sistema judicial per assetjar a dissidents i fer que semblessin criminals. Van mentir sota jurament i van presentar evidències falses com a pretext per a detencions il·legals i empresonaments injustos. Imposaven lleis d'impostos i altres tipus de regulacions governamentals de manera discriminatòria, i citacions judicials i denúncies amb el propòsit d'intimidar activistes i silenciar als seus simpatitzants.
4. Força extralegal i violència: l'FBI i la policia amenaçaven, instigaven i duien a terme robatoris, vandalisme, assalts i pallisses amb el propòsit d'espantar els dissidents i trastornar els seus moviments. En el cas dels activistes negres i porto-riquenys, aquests atacs -incloent assassinats polítics- eren tan extensos, despietats i calculats que poden ser qualificats de forma precisa com una forma de terrorisme d'estat.[27]

L'FBI va efectuar operacions tipus black bag, entrades subreptícies sense ordres judicials, contra els grups polítics i els seus membres.

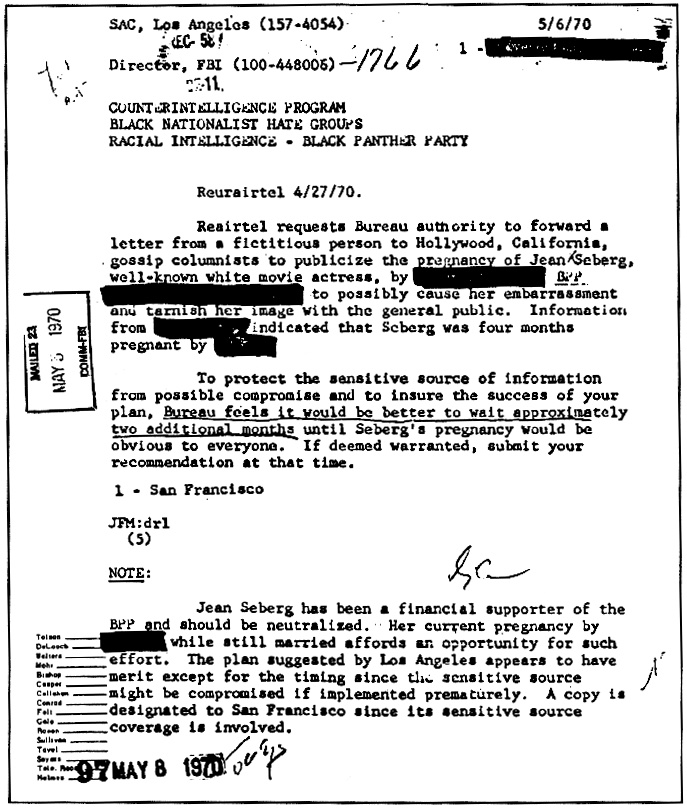
Document del COINTELPRO que proposa un pla per a difondre públicamentl'embaràs de l'actriu Jean Seberg, simpatitzant de les Panteres Negres, amb l'esperança de "causar vergonya i embrutar la seva imatge".

Partidaris de l'FBI argumenten que aquest estava convençut que l'amenaça de subversió nacional que suposaven els grups radicals requeria d'esforços extraordinaris per a impedir la violència i la insurrecció revolucionària. Hoover estava disposat a fer servir al·legacions falses per atacar als seus enemics polítics. En un memoràndum va escriure: «El propòsit de l'acció de contraintel·ligència és desballestar les Panteres Negres i és irrellevant preguntar-se si hi ha fets per a sostenir els càrrecs».
El 1969 un agent especial de l'FBI a San Francisco va informar a Hoover que la seva investigació de les Panteres Negres revelava que, almenys a la seva ciutat, els nacionalistes negres es dedicaven a proveir de menjar als infants pobres. Hoover va contraatacar amb un memoràndum insinuant que les ambicions professionals de l'agent estaven directament relacionades amb el subministrament d'evidències per a donar suport a la conjectura de Hoover que les Panteres Negres era «una organització propensa a la violència que buscava enderrocar el Govern amb mètodes revolucionaris».